# Julio de Vargas
Julio de Vargas Machuca (La Orotava, 1839-Madrid, 1899) fue un periodista español.

## Biografía
Nacido en la localidad canaria de la Orotava el 5 de septiembre de 1839. Destacó por su labor en los periódicos madrileños El Imparcial, donde trabajó de 1867 a 1877, y El Liberal, a cuya redacción perteneció desde 1877 hasta su deceso.  Vicepresidente de la Asociación de Escritores y Artistas, falleció en Madrid el 30 de octubre de 1899.